# Rhynchium patrizii
Rhynchium patrizii är en stekelart som beskrevs av Guiglia 1931. Rhynchium patrizii ingår i släktet Rhynchium och familjen Eumenidae. Inga underarter finns listade i Catalogue of Life.